# Sikorówka (dopływ Targoszówki)
Sikorówka – potok, prawy dopływ Targoszówki o długości 2,21 km i powierzchni zlewni 3,16 km².

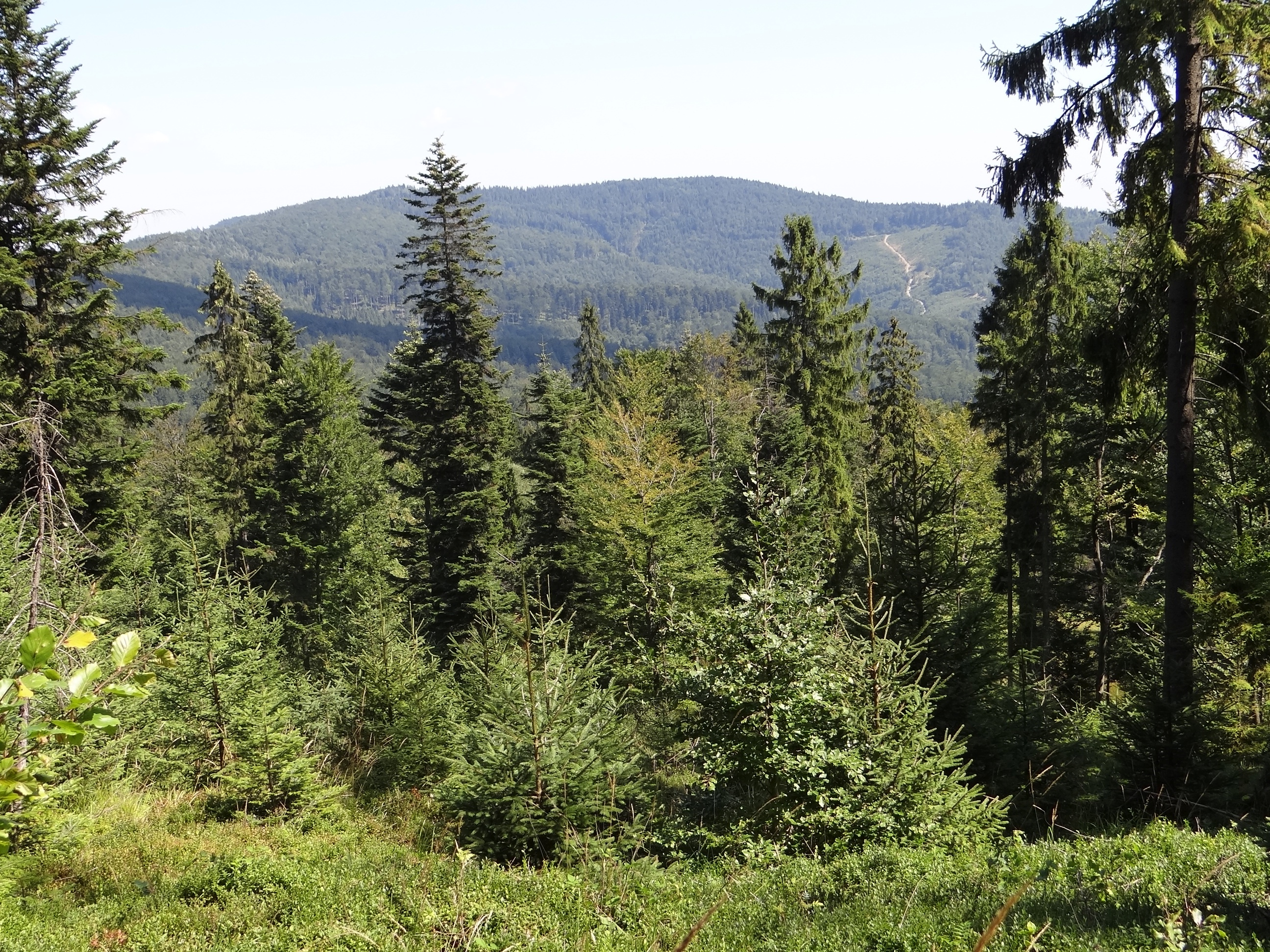
Widok z polany Suwory na dolinę Sikorówki

Zlewnia potoku obejmuje obszar po południowej stronie głównego grzbietu Pasma Łamanej Skały w Beskidzie Małym, na odcinku od Smrekowicy po przełęcz Beskidek. Orograficznie lewe ograniczenie zlewni Sikorówki tworzy południowy grzbiet Leskowca, prawe południowo-wschodni grzbiet Smrekowicy po Czarną Górę. Źródłowa część potoku znajduje się w obrębie wsi Las w województwie śląskim, dolna należy do wsi Targoszów w województwie małopolskim, niemal cała to obszary porośnięte lasem, tylko dolny koniec potoku płynie przez zabudowane obszary wsi Targoszów. Uchodzi do potoku Targoszówka na wysokości około 540 m.
Sikorówka zasilana jest przez liczne potoki, ich najwyżej położone źródła znajdują się na wysokości około 800 m. Nieco poniżej wschodniego obrzeża polany Suwory znajduje się jedno z tych źródeł o nazwie Zimna Woda. Jest to najbardziej wydajne źródło w całym Beskidzie Małym.